# Miff Mole

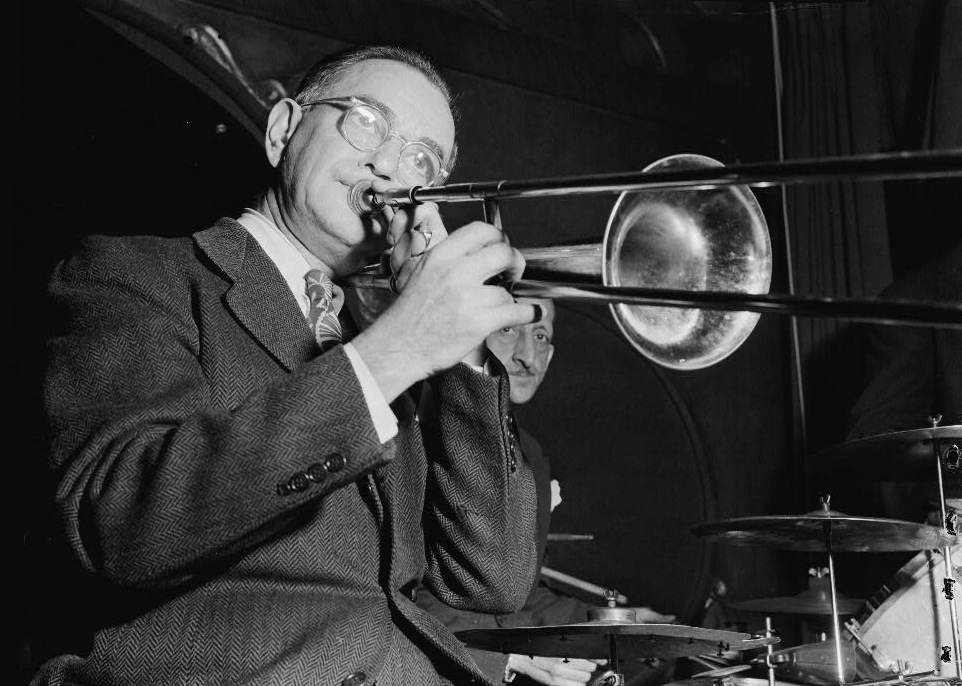
Miff Mole, Nick’s Tavern, ca. Juni 1946.
Fotografie von William P. Gottlieb.

Irving Milfred Mole, bekannt als Miff Mole (* 11. März 1898 in Roosevelt, New York; † 29. April 1961 in New York City) war ein Posaunist und Band-Leader des frühen Jazz.

## Leben und Wirken
Miff Mole war neben Kid Ory, Jack Teagarden und Jimmy Harrison einer der einflussreichsten Posaunisten des frühen Jazz. Er begann mit Violine und Piano, auf dem er die Begleitmusik von Stummfilmen spielte. Sein erstes Engagement war im Orchester von Gus Sharp; dann spielte er in der Band des Komikers und Band-Leaders Jimmy Durante und mit den Original Memphis Five bis etwa 1924. Im  New York der 1920er Jahre nahm er dann viel mit dem Trompeter Red Nichols (u. a. unter der Bandbezeichnung The Charleston Chasers) und mit Miff Mole and his Little Molers („Mole“ bedeutet im Englischen Maulwurf) auf, das aber nur das Pseudonym von Red Nichols Five Pennies war, wenn sie für die Plattenfirma Okeh aufnahmen. Teilweise begleiteten sie die damals populäre Sängerin Sophie Tucker. Der 1920er Jahre Stil von Mole und Nichols wurde damals von vielen Kritikern als kühle, urbane Version gegenüber dem  Hot Jazz eingestuft. Später bezeichneten Jazzhistoriker diese Spielweise als „New York Style“.
Ab 1927 war er Studiomusiker, u. a. bei Roger Wolfe Kahn und Sam Lanin, und spielte kaum noch Jazz, sondern gehörte den Tanzbands von Cass Hagan, Don Voorhees und Ross Gorman an. Er war aber von 1938 bis 1943 in der Band von Paul Whiteman und 1943 in der von Benny Goodman. Mitte der 1940er Jahre spielte er auch mit Eddie Condon und nahm mit seiner eigenen Band Miff Mole and his Nicksieland Band auf. In den 1950er Jahren bekam er Gesundheitsprobleme und starb 1961 völlig verarmt und vergessen.